# Sarah (pièce de théâtre)
Pour les articles homonymes, voir Sarah et le cri de la langouste.
Sarah (Memoir) est une pièce de théâtre de John Murrell. Créée pour la France sous le titre Sarah et le Cri de la langouste au Théâtre de l'Œuvre en 1982, elle a été à l'affiche du Théâtre Édouard VII à partir du 3 septembre 2002. Elle a été par la suite présentée en 2012 à Avignon par le comédien et metteur en scène Christian Brendel.
John Murrell, né aux États-Unis en 1945, est un auteur dramatique et traducteur de nationalité canadienne. Sa pièce Memoir a été créée au Guelph Spring Festival en 1977.
Le texte de la pièce a été publié par L'Avant-scène théâtre (no 1120, 2002).

## Résumé
Depuis son manoir, à Belle-Île-en-Mer, Sarah Bernhardt, au crépuscule de sa vie, dicte ses mémoires à Pitou, son fidèle serviteur. Mais sa mémoire se perd et n’obéit plus qu’à l’évocation de son passé de monstre sacré du théâtre. Elle met alors en scène ses souvenirs comme les personnages d’une cérémonie théâtrale, confondant le temps de sa vie avec celui d’une représentation et distribuant les rôles à sa guise à un Pitou récalcitrant mais finalement complice. Les maladresses de ce dernier provoquent le rire ou la colère de Sarah et soulagent sa détresse à l’approche de la mort qui l’obsède.

## Théâtre de l'Œuvre,1982
- Titre : Sarah et le Cri de la langouste
- Adaptation : Georges Wilson
- Mise en scène : Georges Wilson
- Scénographie : Koki Fregni
- Costumes : Fanny Vergnes
- Lumières : Gérard Keryse
- Personnages et interprètes :
  - Sarah Bernhardt : Delphine Seyrig
  - Georges Pitou : Georges Wilson

Delphine Seyrig reçoit pour ce rôle le Prix de la meilleure comédienne du Syndicat de la critique en 1983.

## Théâtre de l'Œuvre,1984
- Titre : Sarah et le Cri de la langouste
- Adaptation : Georges Wilson
- Mise en scène : Georges Wilson
- Costumes : Fanny Vergnes
- Personnages et interprètes :
  - Sarah Bernhardt : Maria Mauban
  - Georges Pitou : Jacques Dufilho

## Théâtre Édouard VII,2002
Du 3 septembre au 31 décembre 2002 au Théâtre Édouard VII.
- Titre : Sarah
- Traduction : Éric-Emmanuel Schmitt
- Adaptation : Éric-Emmanuel Schmitt
- Mise en scène : Bernard Murat
- Décors : Nicolas Sire
- Costumes : Bernadette Villard
- Lumières : Laurent Castaingt
- Personnages et interprètes :
  - Sarah Bernhardt : Fanny Ardant
  - Georges Pitou : Robert Hirsch

Le spectacle reprend à partir du 17 janvier 2003, Anny Duperey succède à Fanny Ardant.
Il est nommé aux Molières 2003 dans quatre catégories : comédien, adaptateur d'une pièce étrangère, créateur de costumes, créateur de lumières.

## Festival d'Avignon,2012
Du 7 juillet au 28 juillet 2012, Festival Off au Théâtre du Balcon.
- Titre : Sarah et le Cri de la langouste
- Adaptation : Georges Wilson
- Mise en scène : Christian Brendel
- Personnages et interprètes :
  - Sarah Bernhardt : Maria Naudin
  - Georges Pitou : Sylvain Savard
- Lieu : Théâtre BAFDUSKA [2],[3]